# Proletarski (Bélgorod)
|  | Per a altres significats, vegeu «Proletarski». |

Proletarski - Пролетарский (rus) - és un poble (un possiólok) de l'óblast de Bélgorod, a Rússia. El 2021 tenia 9.040 habitants. Pertany al districte (raion) de Rakítnoie.